# Gastón III de Bearne
Gastón de Bearn es el hijo del vizconde Céntulo IV de Bearn (muerto en 1058). Falleció antes de 1045 (quizá en 1035) y por tanto no pudo heredar realmente el título, a pesar de ello ha pasado a las crónicas como Gastón III.
El historiador bearnés Pierre de Marca (siglo XVII) propuso la hipótesis de que Gastón habría sido asociado al poder por su padre. Los historiadores actuales no cuestionan esta teoría.
Se casó hacia 1030 con Adalais de Lomagne, de la que tuvo tres hijos:
- Céntulo V, vizconde de Bearn
- Oliva de Bearn
- Reina de Bearn